# 中村裕香里
中村 裕香里（なかむら ゆかり、1991年10月6日 - ）は、日本の女優。愛称は「ゆかりん」。千葉県出身。現在はフリーランスで活動している。

## 来歴
- 4歳から高校3年生の頃までミュージカルを中心に活動。その後、一時活動を休止し短期大学卒業後、舞台を中心に活動を再開させる。
- 私立ルドビコ女学院[1]シリーズにて、メインキャストとして出演している[2]。
- カレーが好きで、役者仲間を集め「カレーー部。」を結成[3]、定期的に集まりカレーを食べ歩いている[4]。
- マイスマTVでは「マイスマ＊女子カレー研究部」に部長として出演[5]。番組終了後も未浜杏梨とともにカレー部イベントを開催している。
- 出演者が即興で芝居を作り対決する「森下仁丹プレゼンツ 第三水曜即興舞台」では、2016年はGuリーグ優勝、2017年は総合チャンピオンに輝き[6]、2018年はレッドモリッツチームの監督を務めた[7]。
- 2018年7月東栄住宅ブルーミングガーデンナイター 中日ドラゴンズ VS 横浜DeNAベイスターズ戦において、始球式を務めた[8][9]。

## 人物
- 好物はカレー。
- 特技はダンス、歌うこと。
- 趣味は映画鑑賞。特にスタジオジブリの作品が好きで、魔女の宅急便を1日3回観ることでストレスを発散している[10]。

## 出演

### 舞台
2003年 - 2008年
- ジョーズカンパニー「フレンズ〜ガラクタ怪獣のなみだ〜 」（2003年12月29日 - 2004年1月5日、シアターサンモール） - カヤ 役
- ジョーズカンパニー「ココスマイル3〜虹色のメロディ〜」再演（2004年8月18日 - 22日、銀座・博品館劇場） - ハル 役
- アルゴミュージカル「かぐやの浦島モモタロウ」（2005年7月28日 - 9月4日、青山円形劇場、シアター1010 その他） - おばあさん 役
- アルゴミュージカル「新 かぐやの浦島モモタロウ」（2006年7月30日 - 9月2日、シアター1010 他 地方） - おばあさん 役
- 彩の国ファミリーシアター音楽劇「ガラスの仮面」 - 水無月さやか 役
  - 埼玉公演（2008年8月8日 - 24日、彩の国さいたま芸術劇場）
  - 大阪公演（2008年8月29日 - 31日 、シアターBRAVA!）
  - 九州公演（2008年9月5日 -7日、北九州芸術劇場）

2012年
- フォーミュラミュージックエンタテインメント「オレンジ 命の奇跡」（2012年2月29日 - 3月4日、銀座・博品館劇場） - 看護婦 役
- 劇団空感エンジン「LIFE ～未来のあなたの為に～」B班（2012年9月26日 - 30日、両国・エアースタジオ） - サチ 役
- アリスインプロジェクト「戦国降臨GIRL」天の組（2012年8月18日 - 23日、シアターKASSAI） - 明智光秀 役

2013年
- 劇団空感エンジン「Legend〜風の中の塵〜」A班（2013年1月30日 - 2月4日、両国・エアースタジオ） - フェイ 役
- MOSH「知りすぎていた男」（2013年2月28日 - 3月3日、しもきた空間リバティ）
- 劇団空感エンジン「LIFE～空を見よう、星を見よう～」B班（2013年5月15日 - 19日、両国・エアースタジオ） - サチ 役
- MOSH「理由なき反抗」サロペッツ（2013年5月29日 - 6月1日、シアターKASSAI）
- 劇団空感エンジン「KEIKI〜夏目漱石推理帳〜」B班（2013年6月12日 - 17日、両国・エアースタジオ） - 与謝野晶子 役
- アリスインプロジェクト×まつだ壱岱「戦国降臨ガールズ」（2013年7月3日 - 7日、六行会ホール） - 明智光秀 役
- タンバリンプロデューサーズ「鬼切丸」（2013年8月4日 - 9日、吉祥寺シアター） - みどり 役、主題歌・劇中歌担当
- 危婦人「ボナミ」（2013年8月20日 - 25日、下北沢・geki地下Liberty）
- 人狼 ザ・ライブプレイングシアター1周年記念公演 #07 CASTLE 月虹に浮かぶ城（2013年10月1日 - 7日、横浜・相鉄本多劇場）
- ACTOR'S TRASH ASSH「針が指す彼方まで」（2013年10月23日 - 27日、シアターKASSAI） - クオン 役

2014年
- ツラヌキ怪賊団「Beautiful Runner」（2014年1月16日 - 2月2日、銀座みゆき館劇場） - 有栖川さくら 役
- レトロゲームシアター「スペランカー」（2014年2月19日 - 23日、上野ストアハウス） - ヒロイン・マリア 役
- 人狼 ザ・ライブプレイングシアター#11 VILLAGE Ⅵ 春風の薫る村（2014年3月4日 - 12日、サンモールスタジオ） - カチュア 役
- 私立ルドビコ女学院「最凶ガール」（2014年4月22日 - 27日、サンモールスタジオ） - 主演・福山幸恵 役
- 人狼 ザ・ライブプレイングシアター#12 STEAM 機巧人形と月の艇（2014年5月13日 - 18日、シアターグリーン BIG TREE THEATER） - カチュア 役
- レトロゲームシアター ミュージカル「忍者じゃじゃ丸くん」Aチーム（2014年5月20日 - 25日、シアターグリーン BIG TREE THEATER） - ヒロイン・さくら姫 役
- トウキョウ演劇倶楽部「雨の中の紫陽花」（2014年6月25日 - 30日、戸野廣浩司記念劇場）- 広川美希 役
- 人狼 ザ・ライブプレイングシアター #13 VILLAGE Ⅶ 夏草がそよぐ村（2014年7月29日 - 8月10日、シアターKASSAI） - カチュア 役
- ツラヌキ怪賊団「みんなのうた」（2014年9月3日 - 8日、シアターグリーン BIG TREE THEATER） - ヒロイン・栞 役
- 私立ルドビコ女学院「片恋スパイラル」（2014年9月17日 - 23日、サンモールスタジオ） - 福山幸恵 役
- シザーブリッツ「MEIDO IN HEAVEN」チームB（2014年10月29日 - 11月3日、サンモールスタジオ） - 雛子 役
- 平熱43度「熱血戦隊！ハートレンジャー！」（2014年12月10日 - 14日、八幡山ワーサルシアター） - 主演・赤川塁 役

2015年
- タンバリンステージ「鬼切丸」再演（2015年1月24日 - 2月1日、東池袋・あうるすぽっと） - みどり 役、主題歌・劇中歌担当
- 人狼 ザ・ライブプレイングシアター #18 MISSION II The Buggy Job（2015年2月17日 - 3月1日、大塚・萬劇場） - カチュア 役
- シズ☆ゲキ 「進め！春川女子高校」（2015年3月4日 - 8日、シアターKASSAI） - 中山忍 役
- 私立ルドビコ女学院「ロストセブンティーン」（2015年4月1日 - 5日、サンモールスタジオ） -主演・福山幸恵、福山真理恵 二役
- 劇団TEAM-ODAC「MOON&DAY〜うちのタマ知りませんか〜」（2015年5月2日 - 6日、全労済ホール／スペース・ゼロ） - 山田トミ子 役
- dope@dope「ギャングスターター」（2015年5月26日 - 31日、サンモールスタジオ）
- チームホッシーナ カフェ公演「ダルマ de シアター PART4」（2015年6月15日 - 7月2日、千歳船橋・APOCカフェ）
- 人狼 ザ・ライブプレイングシアター#20 STEAM II 機巧人形と月の鉱石（2015年6月10日 - 21日、シアターグリーン BIG TREE THEATER） - カチュア 役
- シズ☆ゲキ 「進め！春川女子高校2」（2015年7月11日、シアターKASSAI） - ゲスト出演・中山忍 役
- 劇団TEAM-ODAC「真っ白な図面とタイムマシン」再演（2015年8月26日 - 31日、新宿・紀伊國屋ホール） - 百瀬キヨコ 役
- 私立ルドビコ女学院「フカンショウジョ」（2015年10月17日 - 25日、サンモールスタジオ） - 福山幸恵 役
- シザーブリッツ「帰ってきたアンチョビー」（2015年12月8日 - 13日、上野ストアハウス） -主演・安子 役

2016年
- 人狼 ザ・ライブプレイングシアター#22 DEPTH II 贖罪の海～SPIRAL～（2016年1月19日 - 31日、新宿村LIVE） - カチュア 役
- 人狼 ザ・ライブプレイングシアター THE ROOM #1 さぬき映画祭（2016年2月13日 - 14日） - カチュア 役
- リジッター企画「もしも、シ〜とある日の反射〜」（2016年3月6日 - 20日、吉祥寺シアター） - トクシゲ 役
- アサルトリリィ×私立ルドビコ女学院「シュベスターの祈り」（2016年4月16日 - 24日、サンモールスタジオ） - 福山・ジャンヌ・幸恵 役
- 私立ルドビコ女学「最凶ガール」（2016年5月19日 - 24日、サンモールスタジオ） - 主演・福山幸恵 役
- ピウス企画「女王の戦略」（2016年6月22日 - 26日、中野・テアトルBONBON） - 野崎鈴花 役
- チームホッシーナ 「2500エンナイト」（2016年6月30日、千歳船橋・APOCシアター）
- 人狼TLPT×宇宙兄弟（2016年7月22日 - 24日、新宿村LIVE） - ヒロイン・伊東せりか 役
- アサルトリリィ×私立ルドビコ女学院「シュベスターの秘密」（2016年9月16日 - 25日、サンモールスタジオ） - 福山・ジャンヌ・幸恵役
- 人狼 ザ・ライブプレイングシアター#24 VILLAGE XII 深紅に染まる村（2016年10月13日 - 23日、新宿村LIVE） - カチュア 役
- シザーブリッツ「虚ろの姫と害獣の森」（2016年11月16日 - 20日、新宿村LIVE） - 主演・フィン・アルスター 役

2017年
- 人狼 ザ・ライブプレイングシアター#26 FLAG 裁きの神と呪われし秘宝（2017年1月6日 - 15日、新宿村LIVE） - カチュア 役
- 人狼 ザ・ライブプレイングシアター in ニコファーレ -RHAPSODY- （2017年3月15日 - 16日） - カチュア 役
- 劇団時間制作「うるさくて、うるさくて、耳を塞いでもやはりうるさくて」（2017年3月29日 - 4月9日、中野・劇場MOMO） - 主演・山下麻子 役
- 朝劇西新宿「恋の遠心力」（2017年4月19日、GLASS DANCE 新宿店） - ゲスト出演
- 六三四「多賀丸叙伝」（2017年4月20日 - 23日、中目黒・キンケロ・シアター） - ヒロイン・蛍 役
- amipro「悪ノ娘 」（2017年6月4日 - 11日、あうるすぽっと） - ミカエラ 役
- カラスカ企画公演 カラ×ラボ 「リーゼント総理」（2017年7月2日、上野ストアハウス） - ゲスト出演
- 人狼TLPT×宇宙兄弟 Rebellion of the Fullmoon（2017年7月26日 - 8月6日、シアターサンモール） - ヒロイン・伊東せりか 役
- キ上の空論「青の凶器、青の暴力、手と手。この先、」（2017年8月31日 - 9月3日、東京芸術劇場 シアターウエスト） - 荻野 役
- 私立ルドビコ女学院 泉莉奈卒業公演「イバラヒメ」（2017年9月6日、ウッディシアター中目黒） - ゲスト出演・福山幸恵 役
- 人狼TLPT 5th Anniversary #27:VILLAGE XIII 東京公演（2017年10月27日 - 29日、六本木・ニコファーレ） -調合師 カチュア 役
- Casual Meets Shakespeare 「じゃじゃ馬ならし」G/逆転チーム（2017年11月3日 - 12日、ラゾーナ川崎プラザソル） - 主演・ペトルーチオ役
- はちみつシアター「月光ロック はちみつスターズ」（2017年12月1日 - 2日、吉祥寺・スターパインズカフェ）
- 人狼 ザ・ライブプレイングシアター#28:VILLAGE XIV 月凍る夜（2017年12月28日 - 2018年1月7日、新宿村LIVE） - カチュア 役

2018年
- amipro「マリアビートル」 （2018年2月14日 - 18日、全労済ホール／スペース・ゼロ） - スズメバチ 役
- ピウス企画「ゲームブレイカー」（2018年4月25日 - 29日、ザ・ポケット） - 入江心乃美 役
- シザーブリッツ「レンアイドッグス」（2018年6月7日 - 17日、コフレリオ新宿シアター） - 花椿優華梨 役
- 演劇企画heart more need 「高額時給制アシュトレト」（2018年8月1日 - 6日、コフレリオ新宿シアター） - 主演・高宮幸子 役
- アサルトリリィ×私立ルドビコ女学院「白きレジスタンス〜約束の行方〜」（2018年9月21日 - 27日、シアターグリーンBIG TREE THEATER） - 福山・ジャンヌ・幸恵 役
- ミュージカル「クリスマス・キャロル」（2018年12月12日 - 16日、鶯谷・東京キネマ倶楽部） - アンサンブル

2019年
- 「妖怪アパートの幽雅な日常」（2019年1月11日 - 27日、新宿・紀伊國屋サザンシアターTAKASHIMAYA）- ヒロイン・久賀秋音 役
- カラスカ「美女と多重」（2019年3月28日 - 31日、ブディストホール） - 主演・夢川苺 役
- 人狼 ザ・ライブプレイングシアター#32:VILLAGE XVII/#33:EXAM（2019年3月27日 - 4月7日、シアターサンモール） - カチュア 役
- チームホッシーナ「ダルマdeシアター2019」（2019年5月18日 - 6月2日、西新宿きさらぎクリニック） - 元OL 役
- ピウス企画「モナルコマキ-石川五右衛門異譚-」（2019年6月26日 - 30日、シアターグリーン BIG TREE THEATER） - 細川珠（ガラシャ） 役
- アサルトリリィ×私立ルドビコ女学院「白きレジスタンス〜真実の刃（やいば）〜」（2019年11月29日 - 12月3日、新宿村LIVE） - 福山・ジャンヌ・幸恵 役

2020年
- ブシロード「アサルトリリィLeague of Gardens」（2020年1月9日 - 15日、新宿FACE） - 福山・ジャンヌ・幸恵 役
- 人狼 ザ・ライブプレイングシアター#39:VILLAGE XIX 涙雨残る村（2020年6月24日 - 28日、新宿村LIVE） - カチュア 役
- ブシロード「アサルトリリィThe Fateful Gift」（2020年9月3日 - 13日、東京建物 Brillia HALL） - 福山・ジャンヌ・幸恵 役
- カラスカ「約束のチバーランド」（2020年10月29日 - 11月2日、築地ブディストホール） - 主演・千葉絵菜 役
- ピウス企画「オールドメイド」（2020年11月26日 - 12月6日、ザ・ポケット） - 三栖万里江 役

2021年
- ゲキバカ「ローヤの休日」女囚 ver.（2021年4月22日 - 25日、ザ・ポケット） - イザベラ 役
- アサルトリリィ×私立ルドビコ女学院「シュベスターの祈り」（2021年5月28日 - 6月6日、シアターグリーン BIG TREE THEATER） - 福山・ジャンヌ・幸恵 役
- カラスカ「ナースの推しごと」（2021年7月14日 - 18日、上野ストアハウス） - W主演 雨宮香奈 役
- アサルトリリィ×私立ルドビコ女学院「シュベスターの秘密」（2021年10月15日 - 24日、ザ・ポケット） - 福山・ジャンヌ・幸恵 役

2022年
- ブシロード「アサルトリリィ Lost Memories」（2022年1月20日 - 30日、サンシャイン劇場） - 福山・ジャンヌ・幸恵 役
- 舞台「フルーツバスケット」（2022年3月4日 - 13日、日本橋三井ホール）- 花島咲 役
- 「図ったん×ひょったん vol.9」（2022年6月18日 - 19日、四谷三丁目ドリームシアター）
- アサルトリリィ×私立ルドビコ女学院「白きレジスタンス～約束の行方～」（2022年6月30日 - 7月6日、スペース・ゼロ） - 福山・ジャンヌ・幸恵 役
- カラスカ「マジの宅急便」（2022年11月30日 - 12月4日、恵比寿・シアター・アルファ東京） - 主演・宮崎ココ 役
- melt//Planet「死神自営業」（2022年12月21日 - 25日、シアターグリーン BASE THEATER） - モモ 役

2023年
- ピウス×アゾンインターナショナル「アサルトリリィ・御台場女学校編 -The Battle to Overcome-」（2023年2月3日 - 11日、スペース・ゼロ） - 宮川高嶺 役
- 「TOKYO COL-CUL COMEDY～GREEN～」Aチーム（2023年2月22日 - 25日、渋谷・東京カルチャーカルチャー）
- バンダイナムコ「LIAR GAME murder mystery」（2023年3月9日、上野・飛行船シアター）
- 「図ったん×ひょったん vol.12」（2023年4月1日、代々木・ミューズ・モード音楽院本館）
- ILLUMINUS「NO TRAVEL, NO LIFE」（2023年5月11日 - 14日、六行会ホール）
- 爆走おとな小学生「宇宙家族ヤマダさん～Super saiyAの逆襲～」（2023年5月31日 ‐ 6月4日、新宿・スペース・ゼロ） - ヤマダ母 役
- 「図ったん×ひょったん vol.13」（2023年6月10日 - 11日、MsmileBOX渋谷）
- アサルトリリィ×私立ルドビコ女学院「白きレジスタンス～真実の刃～」（2023年8月19日 - 23日、大手町三井ホール） - 福山・ジャンヌ・幸恵 役
- 舞台「フルーツバスケット 2nd season」（2023年10月6日 - 15日、大手町三井ホール）- 花島咲 役
- ピウス『アサルトリリィ・新章』大島近海ネスト調査隊編「金瘡小草の咲く時」（2023年12月19日 - 25日、北千住・シアター1010） - 福山・ジャンヌ・幸恵 役

2024年
- ミュージカル「悪ノ娘」（2024年3月13日 - 17日、スペース・ゼロ） - マリアム 役
- ピウス『アサルトリリィ・新章』大島近海ネスト調査隊編「玲瓏たる深潭」（2024年5月17日 - 22日、かめありリリオホール） - 福山・ジャンヌ・幸恵 役
- ILLUMINUS「楽園の女王2024」（2024年6月27日 - 30日、六行会ホール） - ルイーズ 役
- 舞台「フルーツバスケット The Final」（2024年10月18日 - 27日、ヒューリックホール東京） - 花島咲 役
- ILLUMINUS「月よ女王に嗤え」（2024年11月28日 - 12月1日、六行会ホール） - シンバル 役

2025年
- ボクラ団社×T-gene「THREE'S 2025」（2025年1月29日 - 2月3日、かめありリリオホール） - 何后 役
- 合同会社Dostres「初恋雨〜恋々と募る思い〜」（2025年6月4日 - 8日、中野・劇場MOMO） - 川久保ひかり 役
- Casual Meets Shakespeare「ヴェニスの商人 CS」（2025年11月1日 - 9日〈予定〉、IMAホール）

### ネット配信
- De-LIGHT「Candle Story[70]」（2020年12月18日 - 20日、OPENREC.tv）[71]
- De-LIGHT「THE SHOW TIME[72]」Lady（2021年3月16日 - 18日、OPENREC.tv）

### 映画
- 王様とボク（2012年、監督：前田哲） - 友人 役

### TV
- エンタの神様（日本テレビ） - 「桜塚やっくん」新ネタ 新人CA 役
- 板野パイセン！！（TBS）
- お願い！ランキング（テレビ朝日）
- 冷罵伝説（NHK-BS） - 女3 役
- 教えてもらう前と後 #24（MBS）

### TVCM
- GREE - DECO PHOTO 編
- ディノス家具 - あなたにピッタリがこのカタログに 編

### WebCM
- 東栄住宅 「悪の組織のアジト探し[73]」（2018年）1 - 3話 - 営業担当 役[74]
- 再春館製薬所「ドモホルンリンクル」（2018年）[75]
- 日本テレビ×ディスクガレージ×第一通信社「ねこがかわいいだけ展」
  - 「ねこがかわいいだけ展[76]」（2019年）
  - 「ねこがかわいいだけ展 ザ・ディスタンス[77]」（2020年）

### ゲーム
- アサルトリリィ Last Bullet（2022年、福山・ジャンヌ・幸恵[78]）